# NGE (Unternehmen)
Die Groupe NGE ist ein französischer Baukonzern mit Sitz in Saint-Étienne-du-Grès. Der Umsatz lag 2023 bei 3,34 Milliarden Euro (2020: 2,4 Milliarden Euro) und wurde von 16.340 Mitarbeitern (2022: 16.484; 2020: 13.500) erzielt. Der Konzern ist zu 72 % (2020: 60 %) im Besitz seiner Mitarbeiter und des Managements. NGE wurde 2002 als Holding der drei Bauunternehmen Guintoli, Entreprise hydraulique et travaux publics (EHTP) und GTS Grands Travaux Speciaux gegründet.
NGE ist auf folgenden Geschäftsfeldern aktiv:
- Städtische Infrastruktur und Erdarbeiten
- Pipelines und andere unterirdischen Netze
- Ingenieurbauten
- Straßenbau und -ausrüstung
- Geotechnik
- Eisenbahnwesen
- Hochbau

Mit der NGE Contracting GmbH in Ettlingen war NGE von 2021 bis 2024 auch im deutschsprachigen Raum aktiv. Am 6. Dezember 2023 ist ein vorläufiger Insolvenzverwalter für die deutsche Tochter bestellt worden; am 21. März 2024 wurde die Liquidation eingeleitet.